# Nihon no Kokoro o Taisetsu ni Suru Tō
Nihon no Kokoro o Taisetsu ni Suru Tō (日本のこころを大切にする党?   lit. "el partido que cuida el corazón de Japón") fue un partido político japonés formado el 1 de agosto de 2014 con el nombre de Partido para las Futuras Generaciones (次世代の党 Jisedai no Tō?), conformado por miembros de la Dieta de Japón, liderados por Shintaro Ishihara. Fue creado de un grupo que se separó del Partido de la Restauración en mayo de 2014 y fue renombrado a su nombre actual en diciembre de 2015.
En noviembre de 2018, Masashi Nakano, presidente y único diputado del partido decidió unirse al Partido Liberal Democrático, y el partido fue disuelto.